# Badagry
Badagry è una delle venti aree a governo locale (local government areas) in cui è suddiviso lo stato di Lagos, nella Repubblica Federale della Nigeria.
Si estende su una superficie di 441 km² e conta una popolazione di 241.093 abitanti.